# Malden Island
Malden Island (även Independence Island) är en ö i Polynesien som tillhör Kiribati i Stilla havet.

## Geografi
Maldenön är en ö bland Line Islands och ligger cirka 675 km sydöst om huvudön Kiritimati. 
Ön är en obebodd korallö och har en areal om ca 39,3 km² med en landmassa om ca 26 km². Den har en längd på ca 8 km och ca 6 km bred och omges av flera korallrev. den högsta höjden är på endast ca 10 m ö.h.
Malden Island är hemvist för en rad sjöfåglar, bland annat olika arter av sulor och fregattfåglar.

## Historia
Ön upptäcktes den 30 juli 1825 av brittiske George Anson Byron som då namngav den efter besättningsmannen Charles Robert Malden som blev den förste att landstiga på ön. Ön var då obebood men man hittade ruiner efter tidigare polynesisk bebyggelse.
USA gjorde anspråk på ön 1856 men 1866 annekterades ön av Storbritannien och den införlivades 1916 i kolonin Gilbert och Elliceöarna, en del i det Brittiska Västra Stillahavsterritoriet.
Mellan åren 1860 till 1927 bröts guano på ön.
Under 1957 då Storbritannien provsprängde sin första vätebomb på Kiritimati användes även Malden Island som bas under utvecklingsarbetet.
Den 29 maj 1975 gjordes ön till naturskyddsområdet Malden Island Wildlife Sanctuary.
1979 införlivades ön i den nya nationen Kiribati.